# Recinto ferial de Punta Arnela
El antiguo Recinto Ferial de Punta Arnela (FIMO) es una instalación consistente en 47 000 metros cuadrados distribuidos en 5 pabellones, vestíbulo, 2 edificios de usos múltiples (uno de ellos sin terminar), y terrenos exteriores para parking u otras actividades, situado en la ciudad gallega de Ferrol, en la provincia de La Coruña. 
Está situado en la ciudad deportiva de A Malata, junto al paseo marítimo en la ensenada de A Malata, el Polideportivo A Malata y el Estadio de A Malata.
En el año 2024, comenzará una reforma de sus instalaciones para añadirlas a la ciudad deportiva de A Malata.

## Historia
Desde los años 50, en el recinto Ferial de Punta Arnela se celebraron cientos de ferias de muestras, distribuidas en sus distintos pabellones, que se fueron ampliando a lo largo de los años.
Desde 2009, la cámara de Comercio de Ferrol con deudas millonarias, sumió en un total abandono las instalaciones de FIMO, hasta la compra en 2014, por el Ayuntamiento de Ferrol de todo el complejo.

## Recuperación de FIMO
Los 47 000 metros cuadrados que conforman el recinto ferial de Punta Arnela son propiedad del Ayuntamiento de Ferrol, que en la puja judicial celebrada en 2014 se hacía con el 100 % de su titularidad.

Un total de 966 000 euros pagados a Abanca, entidad acreedora, libero al Concello de cualquier reclamación o responsabilidad que pudiera existir en relación con los conflictos judiciales abiertos en torno al FIMO.
Hasta 2014, el 55 % del FIMO correspondía a la Cámara de Comercio (en manos de una comisión gestora provisional designada por la Consellería de Industria, dada la quiebra de la entidad) y el 45 % restante al Concello
En el año 2014 en una operación en la que el Ayuntamiento de Ferrol, que aportó 600 000 euros junto a la Diputación de La Coruña, que aporta 366 000 euros para la adquisición directa, devolvian FIMO a todos los ferrolanos, evitando que callera en manos privadas.

## Nuevos usos de FIMO
Desde que el Ayuntamiento de Ferrol es propietario de FIMO, los pabellones tienen los siguientes usos:
- Los pabellones 1,2 y 3, se utilizan para prácticas deportivas, como baloncesto, fútbol sala, patinaje.

- El pabellón 4, la parte en uso,se utiliza para entrenamientos de boxeo. La otra mitad del pabellón, se encuentra totalmente abandonada, al igual que el pequeño auditorio anexo.

- El pabellón 5 o pabellón OAR, está ubicada la escuela de movilidad urbana, para que los niños aprendan normas básicas de tráfico.
- El pabellón de la Marina está totalmente en ruinas, y el pabellón de protección civil, actualmente sin uso.
- En el edificio de usos múltiples, está activa una cafetería, y las antiguas oficinas de la cámara de Comercio se utilizaron para el rodaje de Rapa (serie de televisión), convirtiéndolas, en las oficinas de la guardia civil en la ficción. Actualmente las oficinas y el auditorio de la planta baja están sin uso.

Durante la pandemia de coronavirus, miles de personas, de toda la comarca de FerrolTerra, pasaron por el edificio del vestíbulo de FIMO, donde se realizó la vacunación masiva contra el COVID-19. 
- Actualmente en las oficinas del vestíbulo, se ubican los servicios de protección civil de Ferrol, y el resto del vestíbulo se utiliza para entrenamientos de esgrima y gimnasia rítmica.[3]

El futuro de FIMO, pasa por crear en sus instalaciones, una enorme ciudad deportiva, con todos los medios necesarios, para que los niños de Ferrol puedan entrenar de manera digna.

## Ciudad del deporte de A Malata
El plan director de la ciudad del deporte de A malata, trata como la tercera zona de intervención las instalaciones del recinto ferial de Punta Arnela, donde se rehabilitarán los tres primeros pabellones para la práctica de múltiples deportes y de ocio. El número cinco contará con pista y graderío para competiciones multideportivas y, además, se dotará estas instalaciones con una piscina cubierta climatizada. Se trata de un total de 54.000 metros cuadrados de propiedad municipal. El presupuesto, en este caso, será de en torno a 7,2 millones y las obras comenzarían a ejecutarse desde el cuarto trimeste de 2024 hasta el tercero de 2027.
Dada la variedad de deportes que se pueden realizar en estas instalaciones, las entidades beneficiadas serían en estos momentos el Costa Ártabra, Basket Ferrol, Esgrima Tres, Esquío e Inercia Patinaxe.

## Pabellón 5 "Club Baloncesto OAR"
En el pabellón 5 de punta Arnela el Club Baloncesto OAR Ferrol vivió sus inicios, y gran parte de su historia, antes de trasladarse a jugar al Polideportivo A Malata en 1983.